# Canegrate
Canegrate település Olaszországban, Lombardia régióban, Milánó megyében. Lakosainak száma 12 491 fő (2023. január 1.). Canegrate Legnano, San Giorgio su Legnano, Parabiago, San Vittore Olona és Busto Garolfo községekkel határos.

## Népesség
A település népességének változása:
| Lakosok száma | 1620 | 2055 | 2763 | 3879 | 4681 | 11 325 | 11 810 | 12 593 | 12 523 | 12 491 |
|               | 1861 | 1881 | 1911 | 1931 | 1951 | 1981   | 2001   | 2013   | 2017   | 2023   |